# Longechaux
Longechaux est une commune française située dans le département du Doubs, la région culturelle et historique de Franche-Comté et la région administrative Bourgogne-Franche-Comté.

## Géographie

### Toponymie
Longechat en 1282 ; Longechaz en 1284 ; Longechal en 1305 ; Longechaux depuis 1415.
Longechaux s'étend sur un plateau aux abords d'une belle forêt de sapins et de hêtres. L'agriculture et l'élevage laitier restent prioritaires. Mais l'ancestral intérêt pour les chevaux comtois ne s'est pas départi. Une diversification est en train de se réaliser vers l'exploitation forestière.

### Climat
Pour des articles plus généraux, voir Climat de la Bourgogne-Franche-Comté et Climat du Doubs.
En 2010, le climat de la commune est de type climat de montagne, selon une étude du Centre national de la recherche scientifique s'appuyant sur une série de données couvrant la période 1971-2000. En 2020, Météo-France publie une typologie des climats de la France métropolitaine dans laquelle la commune est exposée à un climat de montagne ou de marges de montagne et est dans la région climatique  Jura, caractérisée par une forte pluviométrie en toutes saisons (1 000 à 1 500 mm/an), des hivers rigoureux et un ensoleillement médiocre. 
Pour la période 1971-2000, la température annuelle moyenne est de 8,1 °C, avec une amplitude thermique annuelle de 16,6 °C. Le cumul annuel moyen de précipitations est de 1 384 mm, avec 13 jours de précipitations en janvier et 10,9 jours en juillet. Pour la période 1991-2020, la température moyenne annuelle observée sur la station météorologique de Météo-France la plus proche, « Adam-lès-Vercel », sur la commune d'Adam-lès-Vercel à 3 km à vol d'oiseau, est de 9,8 °C et le cumul annuel moyen de précipitations est de 1 510,7 mm. 
La température maximale relevée sur cette station est de 38,4 °C, atteinte le 24 juillet 2019 ; la température minimale est de −22,9 °C, atteinte le 2 mars 2005,,. 
Les paramètres climatiques de la commune ont été estimés pour le milieu du siècle (2041-2070) selon différents scénarios d'émission de gaz à effet de serre à partir des nouvelles projections climatiques de référence DRIAS-2020. Ils sont consultables sur un site dédié publié par Météo-France en novembre 2022.

## Urbanisme

### Typologie
Au 1er janvier 2024, Longechaux est catégorisée commune rurale à habitat dispersé, selon la nouvelle grille communale de densité à 7 niveaux définie par l'Insee en 2022.
Elle est située hors unité urbaine. Par ailleurs la commune fait partie de l'aire d'attraction de Valdahon, dont elle est une commune de la couronne,. Cette aire, qui regroupe 22 communes, est catégorisée dans les aires de moins de 50 000 habitants,.

### Occupation des sols
L'occupation des sols de la commune, telle qu'elle ressort de la base de données européenne d’occupation biophysique des sols Corine Land Cover (CLC), est marquée par l'importance des territoires agricoles (84,5 % en 2018), une proportion identique à celle de 1990 (84,5 %). La répartition détaillée en 2018 est la suivante : 
zones agricoles hétérogènes (45,9 %), prairies (38,6 %), forêts (15,5 %). L'évolution de l’occupation des sols de la commune et de ses infrastructures peut être observée sur les différentes représentations cartographiques du territoire : la carte de Cassini (XVIIIe siècle), la carte d'état-major (1820-1866) et les cartes ou photos aériennes de l'IGN pour la période actuelle (1950 à aujourd'hui).

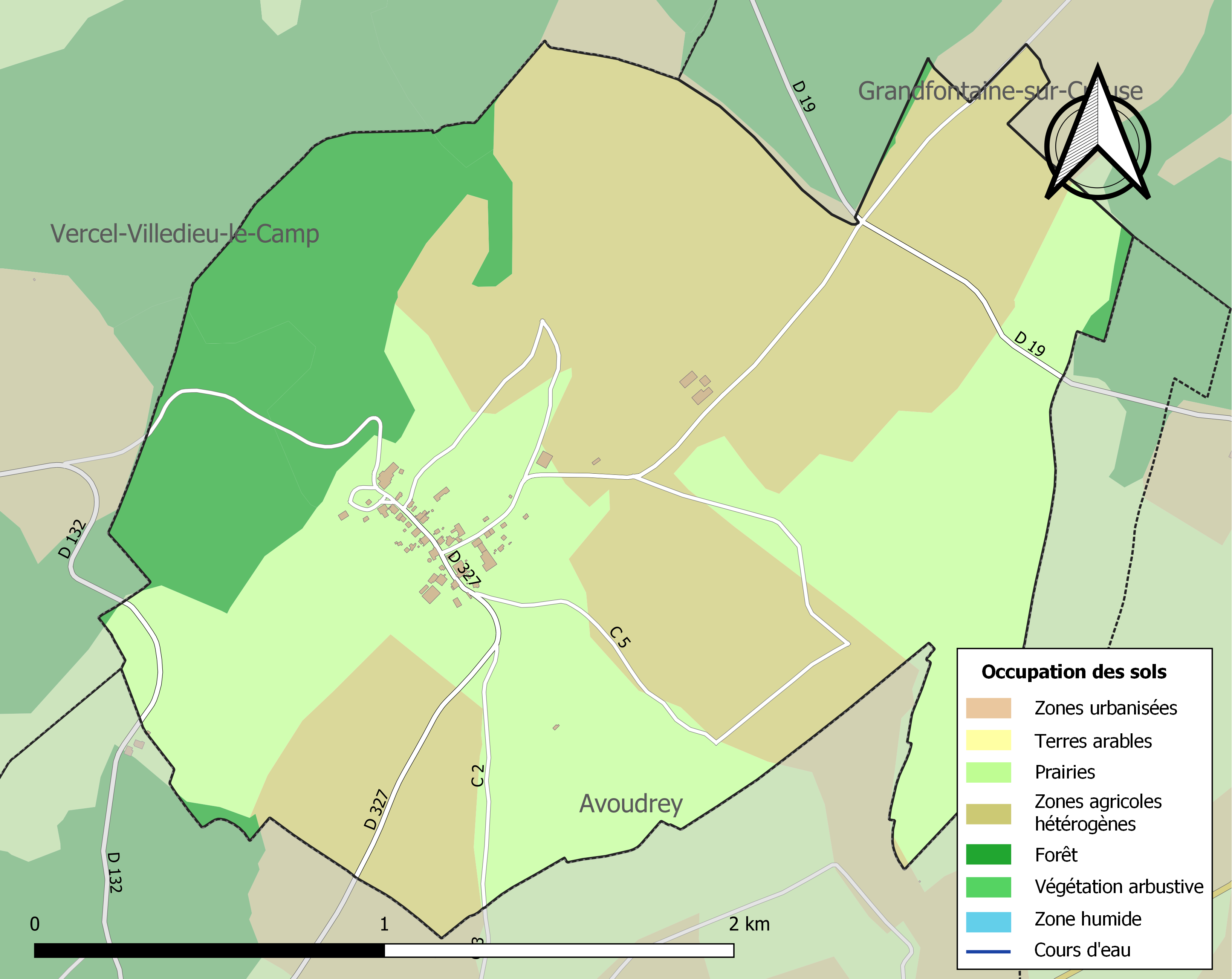
Carte des infrastructures et de l'occupation des sols de la commune en 2018 (CLC).

## Histoire
L'histoire de Longechaux au Moyen Âge et jusqu'à la Révolution est tout entière liée à la seigneurie de Vercel. Jean de Vercel se déclare vassal de Gauthier, sire de Montfaucon, pour tout ce qu'il tient à Longechaux et Avoudrey en 1305.
Au XVIe siècle, le seigneur de Vercel y a vingt sujets dont douze ou treize mainmortables. En 1678, le village est morcelé ; en effet un procès est engagé à cette date contre les habitants de la communauté de Longechaux, au sujet des dîmes de graines qu'ils ne payaient pas aux sièges de trois seigneuries, à savoir l'abbaye de la Grâce-Dieu, la commanderie de Villedieu et la dame de Mongenet, de Goux-lez-Vercel.
En 1688, une partie de Longechaux relève de Ferdinand François de Rye, comte de Poitiers, seigneur de Cicon.
Longechaux, sans seigneur résidant, sans église, sans pouvoir commercial, fut l'objet de convoitises et de luttes d'influences de la part de ses voisins mieux pourvus.
Le plateau de Vercel fut très éprouvé pendant la guerre par les Suédois. Le village de Longechaux au terme de ce cauchemar "voyait encore vers 1665, plusieurs de ses fils rescapés obligés de s'expatrier vers les pays de la plaine pour gagner quelqu'argent afin de réédifier leurs maisons. Les épines qui avaient avancé dans les terres auraient eu pourtant bien besoin de tous ces bras". C'est la région de Baume-les-Dames, et surtout la paroisse de Verne, qui reçut et vit s'établir quelques ressortissants de Longechaux.

## Politique et administration
| Période                                  | Période                   | Identité                                       | Étiquette | Qualité     |
| ---------------------------------------- | ------------------------- | ---------------------------------------------- | --------- | ----------- |
| mars 2001                                | 2008                      | Bruno Pourcelot                                |           |             |
| mars 2008                                | 2014                      | Samuel Vergey                                  |           |             |
| mars 2014                                | En cours (au 31 mai 2020) | Maurice Grosset Réélu pour le mandat 2020-2026 | DVD       | Agriculteur |
| Les données manquantes sont à compléter. |                           |                                                |           |             |

## Démographie
L'évolution du nombre d'habitants est connue à travers les recensements de la population effectués dans la commune depuis 1793. Pour les communes de moins de 10 000 habitants, une enquête de recensement portant sur toute la population est réalisée tous les cinq ans, les populations de référence des années intermédiaires étant quant à elles estimées par interpolation ou extrapolation. Pour la commune, le premier recensement exhaustif entrant dans le cadre du nouveau dispositif a été réalisé en 2008.

En 2022, la commune comptait 78 habitants, en évolution de +1,3 % par rapport à 2016 (Doubs : +1,88 %, France hors Mayotte : +2,11 %).
| 1793 | 1800 | 1806 | 1821 | 1831 | 1836 | 1841 | 1846 | 1851 |
| ---- | ---- | ---- | ---- | ---- | ---- | ---- | ---- | ---- |
| 132  | 153  | 129  | 132  | 156  | 150  | 133  | 145  | 151  |

| 1856 | 1861 | 1866 | 1872 | 1876 | 1881 | 1886 | 1891 | 1896 |
| ---- | ---- | ---- | ---- | ---- | ---- | ---- | ---- | ---- |
| 161  | 165  | 154  | 142  | 112  | 112  | 101  | 100  | 105  |

| 1901 | 1906 | 1911 | 1921 | 1926 | 1931 | 1936 | 1946 | 1954 |
| ---- | ---- | ---- | ---- | ---- | ---- | ---- | ---- | ---- |
| 103  | 108  | 103  | 107  | 105  | 107  | 111  | 107  | 83   |

| 1962 | 1968 | 1975 | 1982 | 1990 | 1999 | 2006 | 2008 | 2013 |
| ---- | ---- | ---- | ---- | ---- | ---- | ---- | ---- | ---- |
| 82   | 82   | 74   | 58   | 51   | 53   | 55   | 55   | 76   |

| 2018 | 2022 | - | - | - | - | - | - | - |
| ---- | ---- | - | - | - | - | - | - | - |
| 79   | 78   | - | - | - | - | - | - | - |

## Lieux et monuments
À côté de la mairie récemment rénovée, la chapelle Saint-Joachim-et-Sainte-Anne construite en 1665 et convertie en église en 1789 renferme un bénitier massif taillé dans un bloc de pierre, une croix de 1632 et un bas-relief du Christ de 1629 encastré dans un mur. Elle a été rénovée en 1991.